# 광신중학교
광신중학교(光新中學校)는 대한민국 서울특별시 관악구 신림동에 있는 사립 중학교이다.

## 학교 연혁
- 1905년 11월 : 이갑, 유동렬, 박은식 등의 독립운동가들이 서우사범학교 설립
- 1907년 1월 : 이준 등 함경도출신 애국자들이 한북의숙 설립
- 1907년 7월 : 서우사범학교와 한북의숙을 통합, 서북학회 발족, 서북협성학교로 개칭
- 1909년 9월 : 경성부 낙원동 282번지에 서양식 건물 신축 교사 준공
- 1910년 10월 : 경술국치 후 서북학회 해체, 교명을 오성학교로 개칭
- 1918년 4월 : 민족적 불온사상의 온상이라는 죄목으로 일제에 의해 강제 폐교
- 1921년 4월 : 3. 1운동 후 최시준의 사재로 오성강습소로 다시 개교
- 1922년 3월 : 협성학교로 교명을 개편 사립학교 규정에 의거 정규학교로 운영
- 1927년 7월 : 협성실업학교로 개편 (정규규모의 실질적인 사립실업학교 출현)
- 1934년 3월 : 사립 재단법인 협성학교로 인가
- 1939년 4월 : 화신상회 사장 박흥식 선생 재단 이사장으로 취임
- 1940년 7월 : 교명을 광신상업학교로 개칭
- 1943년 4월 : 낙원동 구 교사로부터 회기동 신축 교사로 이전
- 1945년 4월 : 일제의 비상조치에 의하여 광신공업학교로 일시 전환
- 1945년 8월 : 광복후 5년제 광신 상업학교로 승격
- 1948년 4월 : 재단법인 흥한재단 학교경영 인수 (이사장 박흥식 선생)
- 1951년 8월 : 신교육법에 의해 광신중학교와 광신상업고등학교로 개편
- 1953년 5월 : 박정서 선생 광신중학교 초대 교장 취임
- 1964년 6월 : 사립학교법 제정에 따라 학교법인 광신학원 설립 인가 (이사장 박흥식 선생)
- 1987년 3월 : 신림동 신축 교사로 이전 (1학년 6학급, 2학년 3학급, 3학년 7학급)
- 1989년 9월 : 유재 기념관 준공
- 2020년 9월 : 곽정일 선생 광신중학교 제16대 교장 취임

## 참고 자료
- 광신중학교 - 한국교육학술정보원 학교알리미